# Суддя Дредд
«Суддя Дредд» (англ. Judge Dredd) — американський фантастичний бойовик 1995 року, ґрунтований на британських коміксах «Суддя Дредд» напряму 2000 A.D., прихильники яких критично поставилися до виходу фільму — та майже прирекли його на провал. Хоч певні елементи фільму змінено стосовно до серій коміксів, стрічка досі не знайшла широкого визнання; Сталлоне номіновано в нагороді Золота Малина 1995 в номінації «Найгірший Актор», спираючись на його роботу в цій стрічці та «Вбивцях». Проте сам фільм завдяки яскравим спецефектам вважається найкасовішим фільмом 1995 року.

## Сюжет
У майбутньому екологічні лиха та війни перетворили більшість Землі на випалену пустелю. Більшість людства оселилося в кількох Мегамістах, де процвітає злочинність. За порядком слідкують Судді — поліцейські, детективи та кати в одній особі. Триває 2115 рік, в американському Мегамісті триває війна між вуличними бандами, припинити яку прибувають Судді. З-поміж них — незворушний Суддя Джозеф Дредд. Через необдуману атаку гине один з Суддів, але Дредд рятує його напарницю, Суддю Херші. Також він заарештовує дрібного хакера Фергюсона. Рада Суддів вирішує ввести ще жорсткіші закони, за якими більше злочинів карається смертю.
Дредд приходить до головного судді Фарго. Той називає Дредда своїм найкращим учнем, але запитує чи винесені ним смертні вироки були справедливими. Дредд впевнено відповідає, що так, і Фарго доручає йому навчати нових Суддів. Тим часом Суддя Міллер відвідує у суворо охоронюваній в'язниці схожого на Дредда Ріко. Він хоче визволити його за наказом таємничого «благодійника» та передає жетон Судді й замаскований пістолет. Ріко вбиває Міллера та тікає.
Дредд знайомить кадетів зі зброєю та спорядженням Суддів. Але він радить покладатись не на них, а на закон. Херші запитує чому Дредд завжди діє сам, той пояснює, що мав друга, але мусив засудити його до смерті. В цей час Ріко проникає серед вантажів до Мегаміста. Він приходить до власника антикварної крамниці, що зберігає для нього валізу. На подив торговця, Ріко бере звідти обладунки й пістолет Судді (в руках не суддів ця зброя вибухає) та застрелює його, після чого вмикає бойового робота. Згодом на камеру спостереження потрапляє Дредд, що розстрілює репортера і його дружину.
Під час виїзду на виклик за Дреддом приходять солдати й повідомляють, що його звинувачено в незаконному вбивстві. Фарго не вірить у це, але Рада Суддів має відеозапис. Дредд обирає своїм адвокатом Херші, впевнений, що вона найкраще знає закон. На суді Херші твердить, що жетон і броню можна підробити. Проте виявляється, що кожна куля в пістолетах Суддів маркується ДНК власника і кулі з тіл убитих мають ДНК Дредда. Фарго боїться, що спливе інформація про проект «Янус», в якому брали участь Дредд і його брат — Ріко. Аби уникнути скандалу, Фарго йде у відставку і, за законом, має право на останнє бажання. Ним стає помилувати Дредда, замінивши страту на довічне ув'язнення. Фарго йде у вигнання за стіни міста, а Дредда везуть на літаку до в'язниці, розташованої далеко від Мегаміста в пустках.
Новим головним Суддею стає Гриффін. На зустрічі з Ріко він пояснює, що хоче аби той влаштував хаос на вулицях, щоб всі відчули потребу в Суддях. Тим часом на борту літака Дредд зустрічає Фергюсона, що глузує з Судді. Літак збиває родина релігійних фанатиків-канібалів, що забирає в'язнів на поживу, а уламки розбирає. Фергюсон видає себе за віруючого, щоб врятуватись, але його тоді ведуть на принесення в жертву. Дредду вдається звільнитись та вбити канібалів, крім одного з них, кіборга. Коли на місце аварії прибувають солдати добити вцілілих за наказом Гриффіна, на допомогу приходить Фарго. Та його вбиває кіборг, а того слідом добиває Дредд. Помираючи, Фарго розповідає про проект «Янус» зі створення досконалого судді. Одним був Дредд, другим — Ріко з аналогічною ДНК, що проте проявляв жорстокість і жагу влади. Саме він був напарником Дредда, котрого той засудив до смерті. Дредд розуміє, що це Ріко підставив його.
Херші намагається довести невинність Дредда, тоді її несподівано позбавляють повноважень. Вона звертається за допомогою до кадета, котрий встановлює, що дитяче фото Дредда підроблене. Гриффін посилає Ріко на вулиці, де той починає вбивства. Банди за його прикладом сіють паніку, гине багато Суддів. Тоді Гриффін поновлює програму «Янус» і пропонує створити армію штучно вирощених Суддів. Проте Ріко за зразок планує взяти власну ДНК і правити армією клонів. Рада змушена погодитись.
Дредд з Фергюсоном вирішують пробратися назад в Мегамісто крізь вентиляційну шахту на сміттєспалювальному заводі. Їм вдається пробігти тунелем повз вогонь і потрапити в цитадель Суддів. Гриффін наказує Ріко вбити Раду, а вину покладає на Дредда. Тікаючи від погоні, Дредд з Фергюсоном зустрічають Херші. Вона підказує, що для клонування треба багато енергії і з допомогою Фергюсона встановлює де це місце.
Ріко наказує роботу відірвати Гриффіну руки й ноги. Коли Дредд, Херші та Фергюсон знаходять Ріко, клони вже майже готові. Ріко пропонує стати на його бік, ставши главою Ради. Дредд відмовляється, тоді Ріко наказує роботу вбити Дредда, але Фергюсон зламує робота. В ході перестрілки лабораторія з клонами згорає. Ріко сходиться в поєдинку з Дреддом на статуї Свободи. Дредд скидає брата з верхівки та разом з Херші виходить до вцілілих Суддів. Вони обирають Дредда новим головним Суддею, проте Дредд відмовляється, щоб нести закон на вулиці Мегаміста.

## Ролі
- Сильвестр Сталлоне — Суддя Дредд
- Арманд Ассанте — Ріко Дредд
- Дайан Лейн — Суддя Херші
- Роб Шнайдер — Фергюсон
- Юрген Прохнов — Суддя Гріффін
- Макс фон Сюдов — Головний суддя Фарго
- Джоанна Майлз — Суддя Макгрудер
- Джоан Чень — доктор Хейден Ільса
- Бальтазар Гетті — Натан Олмеєр
- Скотт Вілсон — тато янгол
- Юен Бремнер — молодший янгол
- Стів Туссен — главар загону мисливців
- Ангус Макіннес — Суддя Сілвер

## Виробництво
Денні Кеннон відмовився режисувати бойовик «Міцний горішок 3» (1995), щоб зробити цей фільм.
Режисер Денні Кеннон був настільки стурбований своїми постійними творчими суперечками з Сильвестром Сталлоне, що присягнув ніколи більше не працювати з іншим великим актором. Режисер також стверджував, що остаточна версія фільму повністю відрізняється від оригінального сценарію через зміни, які вимагав Сталлоне. У подальших інтерв'ю Сильвестр Сталлоне сказав, що волів бачити фільм комедійним бойовиком, і вимагав переписати сценарій, щоб зробити проект ще комедійнішим. Проте режисер і сценарист мали намір зробити його похмурішим і сатиричнішим. Це призвело до багатьох труднощів під час зйомок.
Сильвестр Сталлоне ніколи не чув про суддю Дредда, поки йому не запропонували цю роль.
Момент, коли Дредд знімає шолом, викликав багато суперечок. Суддя Дредд ніколи не знімав шолом у коміксах. Він зняв його лише один раз, але його спотворене обличчя було прикрите цензурою.
За словами Роба Шнайдера, Сильвестр Сталлоне назвав його кандидатуру і запропонував йому роль Фергі після того, як перший кандидат, Джо Пескі, відмовився від неї.
Крістофер Вокен відмовився від ролі Ріко.

## Крилаті вислови
- «Провина та невинність… питання часу.» — Рико
- «Емоції… повинен існувати закон, що забороняє їх.» — Дредд
- «Тебе заарештовано! Кидай зброю та приготуйся до засудження!» — Дредд
- «Сліпа Леді Правосуддя. Ми ніколи не віднімемо у неї правосуддя» — Суддя Фарго, дивлячись разом з Дреддом на статую Правосуддя
- «Я не порушував закон. Я І Є ЗАКОН!» — Дредд
- «Я знав, що ти це скажеш.» — Дредд, повторюючи це протягом фільму

## Римейк
В липні 2011 компанія «Lionsgate» оголосила, що римейк «Судді Дредда» вийде на екрани 21 вересня 2012 року. В головній ролі знімається актор Карл Урбан, відомий за стрічкою «Хроніки Ріддіка».
Режисером фільму, який вийде в стерео форматі, було призначено Піта Тревіса, що раніше зняв «Кінець гри» й «Точка обстрілу».